# 三木琴
三木 琴（みき こと、弘化4年（1848年） - 明治7年（1874年）8月27日）は、江戸時代末期（幕末）から明治にかけての女性。薩摩藩家老小松清廉（帯刀）の側室。明治維新前の本名は琴仙子。別名、お琴、琴子。

## 生涯
弘化4年（1848年）、三木吉兵衛の六女として誕生。
京都祇園の名芸妓として知られ、歌詠みの才もあった。文久3年（1863年）に京都で活動していた薩摩藩家老小松清廉（帯刀）と知り合う。芸妓と昵懇の間柄となる士族階級は薩摩藩、他藩を問わず少なくなかったが、小松も例外ではなかった。以後職柄から清廉の京都での情報収集に協力していたといわれる。
慶応元年（1865年）、清廉に引き取られて京都の小松邸で居住をともにすることになり、本名に復する。慶応2年（1866年）に長男・安千代（後の小松清直）を、明治3年（1870年）長女壽美（スミ）を産む。その後、清廉が大坂で病床に伏すと、献身的に看病し最期を看取った。その際に「わたしが死んだら帯刀（清廉）公の傍らに埋めてほしい」と頼んだという。明治3年（1870年）に清廉が死去すると、長男・安千代を鹿児島の正妻・近に預け、自身は清廉と親交の厚かった家臣五代友厚邸で長女の壽美とともに暮らした。この壽美の子孫は小松清廉の血を引く子孫として続いている。
明治7年（1874年）8月27日、大阪（当時、大坂）で病死。享年26。墓は本人の願いどおりに鹿児島県日置市日吉町吉利の宗家である小松＝禰寝（根占）歴代墓所に建てられた。
なお、近に育てられた安千代は小松帯刀と近の間に子孫ができなかったこともあり、後に小松家を継いだ。

## エピソード
小松が京都から薩摩へ帰る途中に琴へ送った歌
「鳴渡る　雁の涙も別れ路の　袂にかかる心地こそすれ」
琴からの返歌
「うちいづる　今日の名残り思いつつ　薩摩の海も浅しとやせん」
が残っている。

## 演じた俳優
- 原田夏希 （2008年、大河ドラマ『篤姫』NHK）